# Osceola Ditch
L'Osceola Ditch, ou East Ditch, est un fossé américain situé dans le comté de White Pine, dans le Nevada. Protégé au sein du parc national du Grand Bassin, il est inscrit au Registre national des lieux historiques depuis le 6 juin 1996.